# Bah Kisat
Bah Kisat is een bestuurslaag in het regentschap Simalungun van de provincie Noord-Sumatra, Indonesië. Bah Kisat telt 1690 inwoners (volkstelling 2010).